# Близнецы

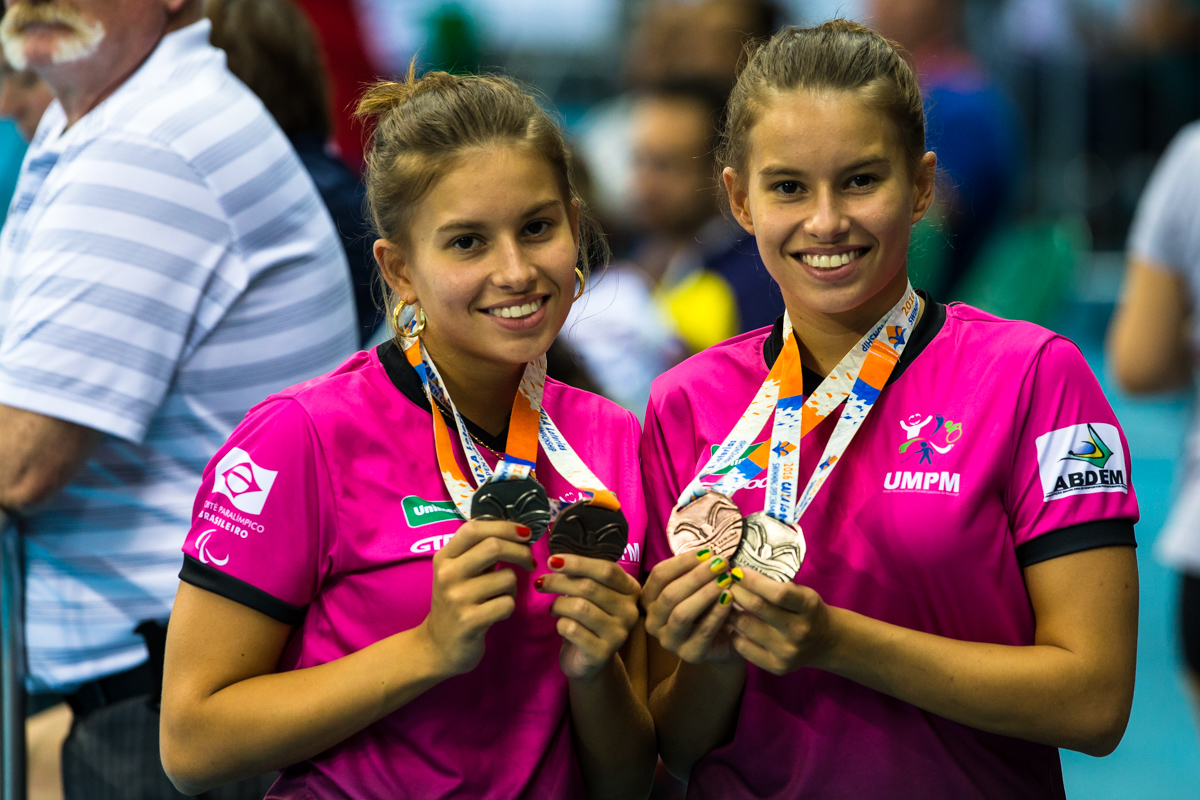
Сёстры-близнецы

Близнецы́ — два или более потомка, рождённые в результате одной беременности у человека и тех млекопитающих, самки которых обычно рождают одного детёныша. Близнецы бывают  однояйцевыми и  разнояйцевыми. Раздел биологии, изучающий близнецов, называется гемеллология.
Обычно выделяют два основных типа близнецов:
- Монозиготные (гомозиготные), или идентичные близнецы, формирующиеся из единой зиготы (оплодотворённой яйцеклетки), которая в процессе развития разделяется на два эмбриона. Монозиготные близнецы имеют идентичный генотип и очень похожи визуально. Ввиду идентичности генотипа монозиготные близнецы всегда одного пола (за исключением редчайших случаев, связанных с патологиями формирования пола).
- Дизиготные (гетерозиготные), формирующиеся из разных зигот. Возникновение дизиготных близнецов обусловлено оплодотворением двух разных яйцеклеток двумя разными сперматозоидами в одном менструальном цикле. Генетическое родство между дизиготными близнецами такое же, как между сибсами (братьями, сёстрами, братом и сестрой), визуальное сходство не более, чем между членами одной семьи.

Кроме этого также существуют более редкие типы близнецов:
- Гетерозиготные близнецы от разных отцов, имеющие 25 % общих генов (см. суперфекундация).
- Полуторазиготные (сесквизиготные), полуидентичные близнецы имеющие 75 % общих генов. Описано всего несколько таких случаев[5].

## Монозиготные близнецы

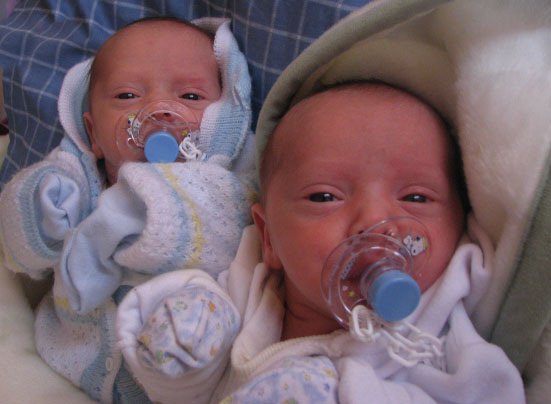
Идентичные близнецы

Монозиго́тные (однояйцевы́е, гомозиго́тные или иденти́чные) близнецы́ образуются из одной зиготы (одной яйцеклетки, оплодотворенной одним сперматозоидом), разделившейся на стадии дробления на две (или более) части. Они обладают одинаковыми генотипами. Монозиготные идентичные близнецы всегда одного пола и обладают очень большим портретным сходством. Среди монозиготных близнецов часто отмечается большое сходство характеров, привычек и даже биографий. Отпечатки пальцев у идентичных близнецов похожи по некоторым характеристикам, таким как тип шаблона, количество линий, однако детальный рисунок отличается.
Особую группу среди однояйцевых близнецов составляют необычные типы: двухголовые (как правило, нежизнеспособные) и ксифопаги («сиамские близнецы»).
Наиболее известный случай — родившиеся в 1811 году в Сиаме (ныне Таиланд) сиамские близнецы — Чанг и Энг. Они прожили 63 года, были женаты на сёстрах; Чанг произвёл на свет 10, а Энг — 11 детей.
Когда от бронхита умер Чанг, спустя 2 часа умер и Энг. Их связывала тканевая перемычка шириной около 10 см от грудины до пупка. Позднее было установлено, что соединявшая их перемычка содержала печёночную ткань, связывающую две печени. Любая хирургическая попытка разделить братьев вряд ли в то время была бы успешной. Тем не менее в настоящее время разъединяют и более сложные связи между близнецами.
Разделившиеся на 1—3 день зачатия близнецы могут иметь разные плаценты и разные пузыри, при разделении на 4—8 день у них будет общая плацента, на 8—13 день общая плацента и пузырь, после 13 дня появляется вероятность сиамских (соединённых) близнецов.
Изучение однояйцевых близнецов помогает понять, что и как в человеке определяется генами, а что — нет.
Монозиготные полуидентичные (полярные) — особый тип близнецов. В науке его принято называть промежуточным типом между монозиготными (однояйцевыми) и дизиготными (неидентичными). Встречаются крайне редко, и процесс их образования очень сложен. Вместе с яйцеклеткой, ещё до её оплодотворения, образуется полярное тельце — небольшая клетка, которая обычно отмирает.
Считается, что в некоторых случаях полярное тело расщепляется. Оно увеличивается в размерах, получает больше питания и не отмирает, как обычно. Вместо этого оно ведёт себя, как вторая яйцеклетка. Полярное тело и яйцеклетка могут быть оплодотворены двумя разными сперматозоидами.
Таким образом, получаются близнецы, у которых приблизительно половина генов одинаковая (от матери), а другая половина — разная (от отца). Они сочетают черты как монозиготных, так и дизиготных, поэтому их ещё называют полуидентичными. В отличие от монозиготных идентичных близнецов, монозиготные полуидентичные могут быть разного пола (так называемые «королевские близнецы»),
В 2007 году исследовательница Вивьен Саутер впервые описала случай «полузиготных полуидентичных близнецов» (сесквизиготных). Два сперматозоида, оплодотворив одновременно одну яйцеклетку, образовали триплоид. Обычно статистика показывает, что на все близнецовые зачатия приходится 1 % таких триплоидов, и зиготы в этом случае погибают, но клетка в случае с идентичными близнецами смогла разделиться, как и в случае с полярными близнецами. У детей оказались идентичные материнские гены и не идентичные отцовские, но из-за того, что они изначально были одной зиготой с разным набором отцовских хромосом, произошло смешивание, и дети оказались химерами: один из них родился гермафродитом, и у обоих братьев были найдены клетки с разным набором хромосом. Из этого Вивьен Саутер сделала вывод, что они не были даже малоизученными полярными близнецами, а скорее всего именно полузиготным триплоидом.
Иногда в случае триплоида беременность может стать опасной, так как один из близнецов становится паразитом и ведёт себя как раковая опухоль по отношению ко второму близнецу и матери (молярная беременность). В таком случае при своевременном удалении паразитирующего плода есть надежда на рождение оставшегося ребёнка.

## Гетерозиготные близнецы
Гетерозиго́тные близнецы́ развиваются в том случае, если две яйцеклетки оплодотворены двумя сперматозоидами. Естественно, гетерозиготные близнецы имеют различные генотипы. Они сходны между собой не более, чем братья и сестры, так как имеют около 50 % идентичных генов. Интересно, что в редких случаях могут родиться гетерозиготные близнецы от разных отцов. Иногда гетерозиготные близнецы имеют общую сросшуюся плаценту.
Как гетерозиготные, так и монозиготные близнецы бывают не только двойняшками.
Полярные близнецы крайне мало изучены, но, вероятно, могут быть только двойней. Также зафиксированы случаи, когда в тройне рождались два монозиготных близнеца и один гетерозиготный по отношению к двум другим.

## Химеризм
Явление химеризма иногда встречается при смешивании генотипа у гетерозиготных близнецов. Также химеризм всегда развивается в случае триплоидной беременности, которая практически всегда заканчивается мертворождением. Считается, что химеризму могут быть особо подвержены полярные близнецы. Количество клеток, полученных человеком с химеризмом из каждого плода, может варьироваться от одной части тела к другой, и часто приводит к характерному мозаичному окрашиванию кожи. Такой человек может быть интерсексом, когда у него есть клетки мужского и женского близнецов. В одном случае ДНК-тесты показали, что женщина с химеризмом из США Лидия Фэрчайлд не была матерью двоих из трёх своих детей, так как двое её детей были зачаты из яицеклеток, полученных из клеток её близнеца.

## Частота рождения близнецов
В среднем, близнецы составляют около 2 % от всех новорождённых, а тройняшки — только 2 % от всех близнецов.
Известно, что число рождений монозиготных близнецов сходно в разных популяциях, в то время как для гетерозиготных это число существенно различается. Например, в США дизиготные близнецы рождаются чаще среди представителей негроидной расы, чем среди представителей европеоидной расы. В Европе частота появления дизиготных близнецов составляет 8 на 1000 рождений. Однако в отдельных популяциях их бывает больше. Самая низкая частота рождения близнецов присуща монголоидным популяциям, особенно в Японии . Самый высокий процент рождающихся близнецов зафиксирован в бразильском городе Кандиду-Годой, который именуется «Мировой столицей близнецов».
Полагают, что многоплодие генетически обусловлено. Впрочем, это справедливо лишь для дизиготных близнецов. Факторы, влияющие на частоту рождения близнецов, в настоящее время мало изучены. Есть данные, показывающие, что вероятность рождения дизиготных близнецов повышается с увеличением возраста матери, а также порядкового номера рождения. Влияние возраста матери объясняется, вероятно, повышением уровня гонадотропина, что приводит к учащению полиовуляции. Имеются также данные о снижении частоты рождения близнецов почти во всех индустриальных странах. С изобретением ЭКО увеличился процент рождения близнецов — как дизиготных (так как матери подсаживаются сразу несколько зигот), так и монозиготных (причина не выяснена, возможно, делению способствуют лабораторные условия).

## Язык близнецов
Близнецы в младенчестве часто (примерно 40 % пар) для общения только друг с другом начинают использовать непонятный для окружающих свой собственный язык, называемый криптофазией, который может включать в себя не только речь, но и мимику, жесты (часто зеркальные). У монозиготных близнецов это проявляется чаще, чем у гетерозиготных. Примерно в возрасте трёх лет происходит переход на обычный язык, но иногда криптофазия остаётся дольше — близнецы могут использовать автономную речь для внутрипарного общения до 4—6-летнего возраста, при этом с остальным миром общаясь на обычном языке. Грейс и Вирджиния Кеннеди использовали свой язык до восьми лет, в 1979 году режиссёр Жан-Пьер Горин снял о них документальный фильм «Пото и Кабенго». Сёстры Джун и Дженнифер Гиббонс сохраняли свою манеру общения практически всю жизнь.
Из-за криптофазии у детей-близнецов чаще наблюдаются отставание речеязыкового развития в раннем и дошкольном возрасте, трудности с артикуляцией и фонетикой не только в дошкольном, но и в школьном возрасте.